# Mountshannon
Mountshannon (Iers: Baile Uí Bheoláin, wat zoveel betekent als "land van de Boland familie") is een dorp in County Clare in Ierland.
Het is gelegen aan de westelijke zijde van Lough Derg in het oosten van County Clare, noordelijk van Killaloe.

## Geschiedenis
Het dorp werd ontworpen en gebouwd door Alexander Woods, een handelaar uit Limerick. Het was de bedoeling dat het een zuiver protestantse nederzetting zou worden die met haar voorspoed en bedrijvigheid indruk zou maken op haar katholieke omgeving. Dit zou het eenvoudiger maken mensen te bewegen over te gaan tot het protestantse geloof. Tot in de jaren 1830 woonde er geen enkele katholiek in het dorp. Daarna namen de katholieken het dorp echter over. De pittoreske protestantse kerk in zijn beboste omgeving is nu een monument voor Woods en zijn plannen.
Mountshannon won de Tidy Towns Competition in 1981 en was ook de plaats waar de laatste handbediende telefooncentrale stond. Deze telefooncentrale werd pas op 28 mei 1987 vervangen door een automatische centrale.

## Inish Cealtra
In de nabijheid van Mountshannon is het eiland Inish Cealtra (Engels: Holy Island). Tegenwoordig is dit eiland onbewoond. Vroeger was het echter een kloosterachtige nederzetting. Er staat nog steeds een fraaie Round Tower, helaas zonder top, en een aantal ruïnes van kleine kerken en cellen. Tevens kent het eindland nog verschillende High Crosses en een heilige bron. De begraafplaats is nog steeds in gebruik.

## Haven
Mountshannon Harbour is een beschutte haven die met name in de zomer zeer populair is bij jachten. De bemanning van die schepen, vaak maar lang niet altijd toeristen, verblijven dan voor de nacht in de haven.